# Иктым
Иктым (в верховье Западный Иктым) — река в России, протекает по Чердынскому району Пермского края.
Устье реки находится в 15 км по левому берегу реки Лопья. Длина реки составляет 62 км. Площадь водосборного бассейна — 235 км².
Основной приток — Восточный Иктым.

## Данные водного реестра
По данным государственного водного реестра России относится к Камскому бассейновому округу, водохозяйственный участок реки — Кама от истока до водомерного поста у села Бондюг, речной подбассейн реки — бассейны притоков Камы до впадения Белой. Речной бассейн реки — Кама.
Код объекта в государственном водном реестре — 10010100112111100003338.